# Niva kraftverk 2
Niva kraftverk 2 (ryska: Нива ГЭС-2) är ett ryskt vattenkraftverk i Niva i Murmansk oblast, Ryssland.
Bygget startade 1930 och kraftverket invigdes 1934. Det ägs och drivs av det ryska energiföretaget TGK-1, ett dotterbolag till Kolskenergo (Kola energi).
Niva kraftverk 2 utnyttjar ett fall på 36 meter i älven. Det har fyra Francisturbin med en installerad effekt av totalt 60 MW. Kraftverket har moderniserats i flera etapper sedan slutet av 1980-talet